# الظاهر (حي)
حى الظاهر شياخة في حي الوايلي بالمنطقة الغربية بمحافظة القاهرة، يتبع، أنشأه الملك الظاهر بيبرس البندقداري سنة 665 هـ، يمكن رؤية العديد من الكنائس بوضوح، بالإضافة إلي العديد من المعابد اليهودية والكنائس التاريخية بالحي.

## تسمية
جاءت تسمية الظاهر نسبة إلى الظاهر بيبرس وكان يسكنة قديما اليهود ويوجد بة حتى الآن العديد من المعابد اليهودية.

## موقع والمساحة
يقع الحي في وسط القاهرة، ويبلغ مساحته حوالي 2 كليومتر مربع.
حي الظاهر يبعد من شارع رمسيس أو من أعلى كوبري 6 أكتوبر بامتار بسيطة.

## تقسيم
يتألف حي الوايليمن قسمان: الوايلي والظاهر، وكلاهما ينقسم إلى عدداً من الشياخات هي؛

### الشياخات
- أبو خودة.
- الجنزوري،
- السكاكيني.
- الظاهر،
- القبيسي.
- غمرة.

## تاريخ[1][2][3]

### القرن الثالث عشر
يرجع تاريخ حي الظاهر إلي القرن الثالث عشر بالتحديد سنة 1260 / 665 هـ حينما وضع حجر الأساس الظاهر بيبرس البندقداري. في ذلك الوقت لم يكن هناك سوى جامعان هما جامع عمرو بن العاص وجامع الحكيم، اللذان يمكن أداء صلاة الجمعة بهما. وكان أداء صلاة الجمعة غير مسموح في الجوامع الأخرى، بما في ذلك الجامع الأزهر.
تغير الوضع بعد تولي بيبرس الحكم سنة 1266، أُعيد فتح الجامع الأزهر لأداء صلاة الجمعة، وبعد سنة بدأ بيبرس بناء جامع لتقام جديد لتقيم فيها صلاة الجمعة، واختري ميدان قراقوش للموقع، وهو مربع كبير شمالي المدينة، وقد انتهى البناء سنة 1269. كان الجامع يغطي مساحة قدرها 500,12 مترمربع. وبعد سنين طويلة أصبح جامع بيبرس تحوطه المياه والمساحات الخضراء من معظم الجوانب، وتزياد العمران وأصبح يمر خلال المنطقة وبجوار الجامع، وانضم إلى الخليج في القرن الرابع عشر (الخليج الناصري)، وسُمي بهذا على اسم السلطان الناصر محمد (1293 -1340) الذي كان قد أمر بشق هذا الخليج، وكانت هناك بركتان في المنطقة، وهما (بركة الشيخ قمر) و (بركة الرطلي). ووفقاً لرؤية المقريزي (1346-1442)، عندما بدأت المياه تتدفق في الخليج الناصري ومنه إلى بركة الرطلي فإن المباني سرعان ما أحاطت بالبركة تماماً. ومن بين المباني التي اُقيمت في المنطقة كان هناك جامع ذكره المقريزي تحت اسم جامع بركة الرطلي معروفاً فيما بعد باسم جامع الهوراشي، وكان هناك (الجامع الأبيض) أو (جامع البكرية) وهذا الجامع والمنزل والحديقة المجاوران ملك عائلة (البكري)، وهي عائلة ثرية أسست الطريقة الصوفية البكرية.

### القرن الثامن عشر
عند وصول نابليون بونابرت إلى مصر سنة 1798، كان جامع بيبرس قد تحول في عهد العثمانيين إلى مخزن للجيش، وتحول بعدها على يد الفرنسيين، خارج الحسينية قلعة ومنارته برجا، ووضعوا على أسواره مدافع وسأكون به، وبنوا في داخله عدة مساكن تسكنها العسكر المقيمة به.
وسمي الجامع (حصن سلكويسكي) على اسم جوزيف سلكويسكي المعاون الشخصي البولندي لنابليون، ( تُوفي في ثورة القاهرة في أكتوبر سنة 1798), لم يستثن محيط الجامع من التغيير، قاموا الفرنسيين بردم بركة الرطلي جزئياً وقطع الأشجار في الحدائق المحيطة بها.

### القرن التاسع عشر
لم تدم حملة نابليون وقتاً طويلاً، ففي سنة 1801 انتهت الحملة الفرنسية، ومع ذلك فإن طرد الفرنسيين لم يكن يشير إلى نهاية استخدام الجامع في غير ما بُني له (الصلاة). أثناء حكم محمد علي باشا، أصبح الجامع مخبز حكومي، يوريد له ثمانين أردب خمس من الذرة له كل يوم لصنع الخبز.
أنشأ عباس الأول سنة 1849، ثكنات على جهة الشمال الشرقي من الجامع، لتتطور المنطقة في وقتٍ لاحق لتصبح منطقة سكنية معروفة باسم العباسية، كما أشرف الوالي خلال فترة حكمه على الانتهاء من خط سكة حديد كان يربط بين القاهرة والإسكندرية، وكان مسار السكة يمر بجوار الجامع، وكانت المحطة الرئيسية على بعد ميل واحد فقط.
أصدر الخديوي إسماعيل سنة 1869، مرسوماً بإنشاء متحفاً للفن العربي، وكان المكان المقترح للمتحف هو جامع الظاهر، ولكن استخدام الساحة الداخلية لجامع الحكيم لتضم مجموعة المتحف الأولى.
يعد الإحتلال البريطاني لمصر سنة 1882، أصبح جامع الظاهر (المدبح الأنجليزي).
بقى الجامع، في أيدي البريطانيين لسنوات طويلة، وأثناء هذا تغيرت المنطقة المحيطة به، ردمت المستنقعات بالكامل، أما الخليج المصري رُدم بواسطة شركة ترام القاهرة.
بنيت عدد من المباني خلال التسعينيات من القرن التاسع عشر، وكان من بينها كنيس نيفي شالوم (بالإنجليزية: Neve Shalom)‏ (واحة السلام)، تأسس سنة 1890، وظل المعبد الرئيسي في القاهرة حتى تأسيس (كنيس شعار هاشامايم) (بالإنجليزية: Chaar Hachamaïm)‏ (أبواب الجنة).
خلال تلك المدة بني مجمع الرهبان (دير سانت كاترين) للروم الأرثوذكس وكنيسة مرفقة، والمنطقة المحيطة بمجمع الكنيسة أصبحت تُعرف باسم (طور سينا) نسبة إلي (جبل سيناء).
وأخيراً في الجنوب الغربي كانت تقع بركة الرطلي سابقاً، أصبح الأطفال في سن المدرسة يتلقون التعليم على أيد الراهبات والرهبان الكاثوليك الناطقون بالفرنسية، وفي سنة 1893 قامت (راهبات سيدة النجاة) بإنشاء مدرسة للفتيات، وتقع الآن بجوار جامع وحدائق البكرية.

#### قصر السكاكيني

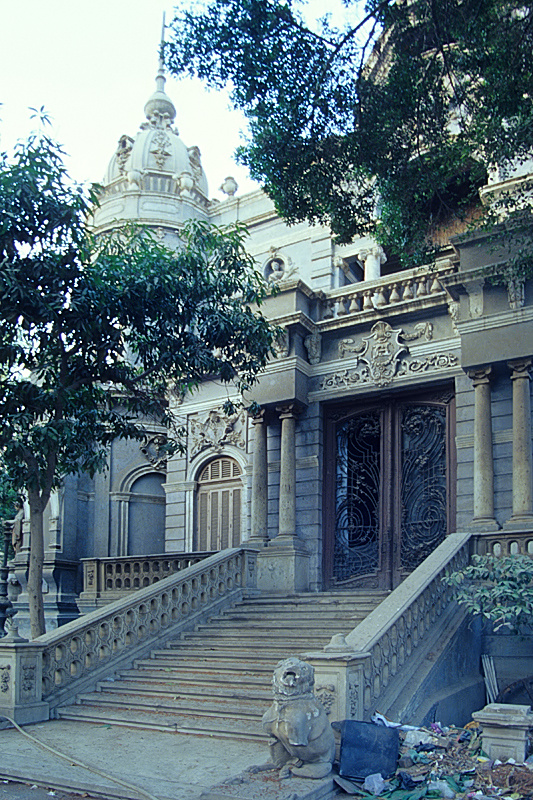
قصر السكاكيني

يعد قصر السكاكيني من أحد المعالم المميزة لحي الظاهر، بني القصر سنة 1897 علي يد رجل الأعمال اليهودي الثري جبريل حبيب سكاكيني، يتوسط القصر ميدان السكاكيني، قصر السكاكيني دائري الشكل به العديد من الأبراج والقباب المخروطية وتلك التي على شكل البصل، وجرجول العصور الوسطى ، ويبدو مثل قلعة الأحلام لطفل أكثر من كونه منزل أحد الباشاوات. كل ما ينقصه لكي يكتمل الخيال هو وجود خندق وجسر متحرك، غرف وقاعات القصر الخمسون بها أكثر من أربعمائة من النوافذ والأبواب، ويتضمن الديكور الواضح جداَ أكثر من ثلاثمائة من التماثيل النصفية والتماثيل، والعديد منهم فاضحاً إلى حدٍ بعيد.

### القرن العشرين
واصلت المنطقة التغيير في أوائل القرن العشرين، وأصبح هناك ارتباط أفضل بينها وبين المناطق الأخرى، حيث إنشاء خط النقل العام كما وضع خطوط إضافية للترام القاهرة، كان هناك خطوط تمر بجوار جامع الظاهر وقصر السكاكيني مباشرة، وردم القناة الموجودة بشمالي المنطقة وكانت تسمي ترعة الإسماعيلية، مما أفسح المجال لبناء شارع رمسيس، أحد أهم شوارع القاهرة.
خلال العقد الأول من القرن العشرين ظهرت العديد من المباني والمؤسسات الجديدة، تضاعف عدد المعابد اليهودية إلى أربعة، بالإضافة إلى المعابد الموجودة بالفعل قبلا، تأسس معبدين آخرين، (كنيس عتص حاييم) (بالإنجليزية: Etz Haïm)‏ (شجرة الحياة) سنة 1900، و(كنيس بحاد إسحاق) سنة 1925.
نشأت كذلك في هذه الفترة كنائس تنتمي إلى الطوائف المسيحية المختلفة، أصبح هناك في هذا الوقت كنيستان من الكنائس الأرثوذكسية اليونانية، الأولى التي في (طور سينا) وآخرى هي كنيسة (رؤساء الملائكة) في شارع الظاهر، وعلى مقربة من كاتدرائية القيامة للروم الملكيين الكاثوليك والبطريركية، وكانت الكنائس الأخرى التي بُنيت شملت كاتدرائية السريان الكاثوليك، وكاتدرائية القديس يوسف المارونية، والكنيسة الأرمنية الرسولية للقديس غريغوريوس المنوِّر. ومن الغريب في إنشاء المعابد والكنائس الجديدة التي تستوعب المصلين من اليهود والمسيحيين، لم يكن لدي مسلم الحي مكان لكي يؤدوا فيه صلاة الجمعة، في حين أن سكان الظاهر طلبوا مرتين أن يتم ترميم جزء من جامع بيبرس ليُؤدى فيه صلاة الجمعة، نظراً لان عدد المسلمين في الحي كبير جداً كما أنه لا يوجد أي جامع آخر في المنطقة، كان جامع بيبرس يعاني من الإهمال وسوء الاستخدام، كان المبنى تحت سيطرة فيلق خدمات الجيش البريطاني، وكان أطفال الحي يقومون بتسلق الجدار وإلقاء القمامة في الخندق.
وقد تحسن أوضاع المبنى في عهد الملك فؤاد، إزالة عدداً من المباني الرديئة، التي كانت قد أُقيمت في المناطق الداخلية سنة 1920، وتحول الجامع إلى حديقة، بحلول سنة 1936 إنشاء العديد من المدارس في جميع أنحاء الحي، أنشأ مدرسة سانت آن والقلب المقدس ومدرسة القديس يوسف والكلية الأمريكية للبنات (كلية رمسيس للبنات حالياً) ومدرسة سانت ميشيل، ومن بين تلك المدارس أيضاً كانت مدرسة النهضة الثانوية التي كان من بين طلابها الشاب جمال عبد الناصر رئيس مصر السابق، وفضلًا عن المدارس فقد أصبح الحي في ذلك الوقت موطناً لدور السينما، وتضمنت المباني الهامة الأخرى التي بُنيت خلال هذه الفترة المستشفى القبطى على شارع الملكة نازلي ( شارع رمسيس) ومصنع طربوش القرش في الشارع الذي أصبح يُعرف فيما بعد باسم شارع مصنع الطرابيشي.

### منتصف القرن العشرين
اكتسب السكاكيني والظاهر، وجود نسبة عالية من السكان اليهود، على الرغم من أن اليهود لم يكونوا يشكلون الأغلبية في المنطقة، كان تعداد اليهود الذين يعيشون في شياخة الظاهر ألف نسمة، مما يفوق تعداد هؤلاء الذين ينتمون لنفس الدين في معظم المناطق الأخرى في القاهرة كان تعداد السكان اليهود ملحوظاً فقط في أحياء الدرب الأحمر، والجمالية، والموسكي، وجميعها من أحياء القاهرة التاريخية.
استمر عدد السكان اليهود في الازدياد، ليصل إلى أكثر من ستة آلاف نسمة سنة 1917 وأكثر من خمسة عشر ألف نسمة في سنة 1927، وظهر هذا التصوير في الأعمال الأدبية المكتوبة، مثل رواية نجيب محفوظ خان الخليلي كتبت سنة 1946.
لم تنحصر المشكلة في عدد السكان فقط ، بل في تواجدهم، أتسم بتواجد العديد من المؤسسات المختلفة، إلى جانب المعابد الأربعة التي كانت قد تأسست بين 1890 و 1925، كان هناك أيضا المدارس المجتمعية اليهودية في المنطقة، في الفترة بين 1920 و 1936، ونفوذ اليهود كذلك سهل لهم بتأسيس ثلاث مدارس، وكلهم كانوا على مقربة من قصر السكاكيني باشا. كانت هذه المدارس، بالترتيب الزمني للتأسيس مدرسة موسى قطاوي باشا ومدرسة ماري سوارس وبيتي ليسيه دي سكاكيني، بالقرب من ميدان فاروق (الذي أصبح فيما بعد ميدان الجيش)، عند تقاطع شارع سبيل الخازندار وشارع مصنع الطرابيشي كان يوجد مبنى بارز جداً، كان قد تأسس بواسطة الاتحاد الإسرائيلي العالمي لتوفير التعليم لغير الميسورين، وهي المدرسة اليهودية المجتمعية والتي لازالت تعرف باسم المدرسة الاسرائيلي، وازداد التواجد اليهودي في الحي بسبب نقل مجتمع مستشفى القاهرة الإسرائيلي إلى الظاهر في سنة 1924.
شهدت فترة الأربعينيات والخمسينيات من القرن الماضي بداية النهاية لهذا الوجود القوي وطويل الأمد، فقد رحل عدد كبير من سكان الظاهر اليهود، بالإضافة إلى نظرائهم اليهود من جميع أنحاء البلاد خلال هذه السنوات وتلك التي تليها، بعضهم رحل بمحض إرادته، في حين أن كثيرين آخرين قد أُجبروا إما بصورة مباشرة أو غير مباشرة على المغادرة، وذلك نتيجة تأميم الممتلكات أو بسبب ميولهم لإسرائيل، وغالباً ما كان عدائي، وارتفاع التوتر لاحقاً بين مصر وإسرائيل، وقد أصبح اليهود موضع شك بصورة متزايدة بأنهم من الصهاينة، خاصة بعد فضيحة لافون سنة 1954.

## أعلام
لعبت المنطقة دوراً هاماً في صناعة الأفلام، إن مبانيها السكنية وشوارعها والورش والمقاهي وحتى بعض الشقق المفروشة بها كانوا من بين أوائل مواقع تصوير الأفلام في مصر، صورت المئات من مشاهد بعض الأفلام المصرية الشهيرة. وعلاوة على ذلك، ووفقاً للسكان، فإن العديد من الفنانين والفنانات اختاروا أن يكون الظاهر مكان سكناهم.
وقد كانت البداية ب (ستوديو ناصيبيان) الشهير إنشاء سنة 1937 ومالكه هرانت ناصيبيان السوري الأرمني، وشمل الاستوديو أماكن للتصوير، ومختبر لتحميض الأفلام ووحدة مونتاج. وله سجل إنتاج يصل إلى 145 فيلماً على الأقل ، ومن بينهم ما يعتبره العديدون من أكبر وأكثر الأفلام تأثيراً في السينما العربية على مر الزمان.

### موقع تصوير
صور فيها فيلمان من أكثر الأفلام شهرة في تاريخ السينما المصرية هما ؛
- أم العروسة
- في بيتنا رجل